# Bono (Fußballspieler)
Bono, bürgerlich Yassine Bounou (arabisch ياسين بونو, DMG Yāsīn Būnū; * 5. April 1991 in Montreal, Kanada), ist ein marokkanisch-kanadischer Fußballtorwart, der beim al-Hilal unter Vertrag steht.

## Karriere

### Im Verein

#### Anfänge
Der im kanadischen Montreal geborene Bono begann im Alter von acht Jahren bei Wydad Casablanca mit dem Fußballspielen. Am 12. November 2011 stand er bei der 0:1-Niederlage im Finalrückspiel der CAF Champions League 2011 gegen Espérance Tunis in der Startelf der ersten Mannschaft.
Zur Saison 2012/13 wechselte er in die zweite Mannschaft von Atlético Madrid, die in der drittklassigen Segunda División B spielte. In seiner ersten Saison kam Bono in 24 von 38 Spielen zum Einsatz. In der Saison 2013/14 folgten 23 Einsätze. Zudem saß Bono in einigen Spielen als Ersatzmann für Thibaut Courtois auf der Bank der ersten Mannschaft, die in dieser Spielzeit spanischer Meister wurde.

#### Real Saragossa
Zum Beginn der Sommervorbereitung 2014 wurde Bono nach den Abgängen von Thibaut Courtois und Daniel Aranzubia hinter Jan Oblak und Miguel Ángel Moyà in den Kader der ersten Mannschaft befördert. Am 1. September 2014 wurde er zunächst bis zum Ende der Saison 2014/15 an den Zweitligisten Real Saragossa ausgeliehen. Dort war Bono zunächst hinter Óscar Whalley und Pablo Alcolea dritter Torhüter, konnte sich aber zum Saisonende einen Stammplatz erarbeiten und kam in der regulären Saison auf 16 Einsätze in der Segunda División. Durch das Erreichen des 6. Tabellenplatzes spielte Real Saragossa in den anschließenden Play-offs um den Aufstieg. Nachdem man sich in einem Hin- und Rückspiel gegen den FC Girona durchgesetzt hatte, musste man sich im Finale der UD Las Palmas geschlagen geben. Bono kam dabei in allen drei Spielen zum Einsatz. In der Sommerpause wurde die Leihe für die Saison 2015/16 verlängert. Bis Ende Januar 2016 war Bono Stammtorwart und kam in 19 Ligaspielen zum Einsatz. Anschließend verlor er seinen Stammplatz an Manu Herrera und wurde bis zum Saisonende nicht mehr eingesetzt.

#### FC Girona
Zur Saison 2016/17 kehrte Bono nicht zu Atlético Madrid zurück, sondern wechselte innerhalb der Segunda División zum FC Girona. Beim FC Girona war Bono zunächst Stammtorwart, verlor diesen Platz aber nach dem im Januar 2017 stattfindenden Afrika-Cup 2017, bei dem er mit der marokkanischen Nationalmannschaft teilnahm. Nachdem René Román im Tor des FC Girona gestanden hatte, kehrte Bono Anfang April 2017 ins Tor zurück und absolvierte in der Spielzeit 21 Ligaspiele, mit denen er zum direkten Aufstieg in die Primera División beitrug. An den ersten acht Spieltagen der Saison 2017/18 war Bono zunächst der Ersatz des Neuzugangs Gorka Iraizoz, konnte sich dann aber als Stammtorwart durchsetzen und absolvierte die restlichen 30 Ligaspiele. Auch in der Saison 2018/19 war Bono Stammspieler und absolvierte 32 Ligaspiele. Der FC Girona stieg jedoch wieder in die Segunda División ab.

#### FC Sevilla
Anfang September 2019 wechselte Bono bis zum Ende der Saison 2019/20 auf Leihbasis zum FC Sevilla, der eine Kaufoption besaß. Dort war er der Ersatz von Tomáš Vaclík und kam hinter ihm zu 6 Ligaeinsätzen (davon eine Einwechslung). Bono erhielt jedoch in der Europa League den Vorzug (10 von 12 Spielen). Insbesondere beim Finalturnier in Nordrhein-Westfalen konnte er mit starken Leistungen auf sich aufmerksam machen und hatte damit großen Anteil am 6. Titelgewinn des FC Sevilla.
Zur Saison 2020/21 erwarb der FC Sevilla die Transferrechte an Bono, der einen neuen Vertrag bis zum 30. Juni 2024 unterschrieb. Er verdrängte Vaclík endgültig als Stammtorhüter und kam in der Liga in 33 von 38 Spielen zum Einsatz. Am 21. März 2021 erzielte Bono bei einem 1:1-Unentschieden gegen Real Valladolid in der Nachspielzeit den Ausgleichstreffer, als er bei einem Eckstoß nach vorne aufrückte und mit einem Linksschuss traf. Zudem kam der Torwart 5-mal in der Champions League zum Einsatz, ehe der FC Sevilla im Achtelfinale ausschied. In der Copa del Rey kam er bis zum Halbfinal-Aus gegen den FC Barcelona 6-mal zum Einsatz.
Im April 2022 verlängerte der FC Sevilla seinen Vertrag vorzeitig um ein Jahr bis 2025. In der Saison 2022/23 bestritt er 25 von 38 möglichen Ligaspielen für Sevilla. Dazu kamen ein Pokalspiel, sechs Spiele in der Champions League und vier in der Europa League. Die Saison endete mit dem Gewinn der  Europa League 2022/23.
In der Saison 2023/24 bestritt er noch ein Ligaspiel für Sevilla sowie das verlorene Spiel um den UEFA Super Cup. Mitte August 2023 wechselte er zu al-Hilal, wo er einen Vertrag mit einer Laufzeit von drei Jahren unterschrieb.

### In der Nationalmannschaft
Aufgrund seiner doppelten Staatsbürgerschaft hätte Bono für die Mannschaften des marokkanischen und kanadischen Fußballverbands spielen können. Er spielte zunächst in der U-20- und U-23-Auswahl Marokkos. Am 14. August 2013 debütierte Bono bei einer 1:2-Testspielniederlage gegen Burkina Faso in der marokkanischen A-Nationalmannschaft. Er stand im Kader für den Afrika-Cup 2017 in Gabun und die Weltmeisterschaft 2018 in Russland, kam bei beiden Turnieren jedoch hinter Munir El Kajoui nicht zum Einsatz. Bei der Fußball-Weltmeisterschaft 2022 in Katar schaffte es Bono mit der marokkanischen A-Nationalmannschaft in das Spiel um Platz 3, das er mit der Mannschaft gegen Kroatien verlor.

## Erfolge
- Europa-League-Sieger: 2020, 2023
- Saudi-arabischer Meister: 2024
- King Cup: 2024
- Supercup: 2022, 2024
- Aufstieg in die Primera División: 2017
- Spanischer Meister: 2014 (ohne Einsatz)
- Supercupsieger: 2014
- Nominierung für den Ballon d’Or: 2023
- Nominierung für die Jaschin-Trophäe: 2022, 2023